# Berzo San Fermo
Berzo San Fermo är en ort och kommun i provinsen Bergamo i regionen Lombardiet i Italien. Kommunen hade 1 386 invånare (2018).